# Синиша Жикић
Синиша Жикић (Трњане, 1951) српски је сликар, графичар и педагог, редовни професор на Факултету примењених уметности у Београду.

## Биографија
Синиша Жикић је 1977. дипломирао на Факултету примењених уметности у Београду. Магистрирао је 1983. на Факултету ликовних уметности. На Факултету примењених уметности радио је као доцент за предмете Цртање и Сликање од 1997-2002. Ванредни професор за предмет Зидно Сликарство био је од 2002-2007. Продекан за односе са јавношћу био је од 2007-2010. Изабран  је у звање редовног професора 2011. године.

## Важнији пројекти
- Један од селектора за изложбу »Перспективе 25«, Галерија Андрићев венац, Београд,1997.
- Члан Одбора 5. Међународног бијенала графике, Уметнички Павиљон »Цвијета Зузорић«, Београд,1998.
- Предавач на међународној Ликовној радионици, 2000.
- Предавач на међународној Ликовној радионици Academie d ete de Walonie, Либрамон, Белгија 2000.
- Мозаичке композиције са представама Св.Тројице, Св. Арх. Михаила, Св. Арх. Гаврила, Пресвете Богородице Ширшаје Небеске са Христом, западна фасада Саборне Цркве, Београд,2003.
- Члан Одбора Светог Архијерејског Синод-а СПЦ за унутрашње уређење Храма Светог Саве, Београд, од 2004.
- Конзервација ирестаурација Мозаика на фасади зграде »Рајхлова Палата« Модерне Галерије, Суботица, 2004.
- Међународна студентска радионица »Старо Село«, Сирогојно, 2004-2005.
- Члан Одбора Галерије Графички колектив, Београд, 2004-2007.
- V. Међународна студентска радионица АВАНГРАД, Ужице, 2007.

## Самосталне изложбе
- Галерија ФЛУ, Београд, 1983.
- Галерија »Милена Павловић-Барили«, Пожаревац, 1984.
- Галерија Мали ликовни салон КЦ, НовиСад, 1995.
- Галерија Графички колектив, Београд, 1995. и 2012.
- Галерија Андрићев венац, Београд, 1997.
- Галерија Глас, Београд, 1998.
- Галерија УЛУС-а, Београд, 2000. и 2014.
- Кабинет Графике, Музеј савремене уметности МАМАС, Лијеж, Белгија, 2002.
- Галерија Куће Мокрањац, Неготин, 2006.
- Пролећна изложба, Уметнички Павиљон »Цвијета Зузорић«, Београд,2009.
- "Encaustic – back in black", Официрски дом, Ниш, 2017.

## Групне изложбе
- Међународна изложба графике, Канагава, Јапан, 1995.
- »The Iwano Project II« Hiroko Mori & STASYS MUSEUM, Јапан, Галерија »Прогрес«, Београд 2001.
- Музеј европске уметности, Јапан, 2001.
- Јесења изложба УЛУС-а, ФИАМ, Мадрид, Шпанија, 2001.
- »Београдска графика«, галерија Universite du Quebec, Канада, 2003.
- Изложба »Савремени Мозаик«, Галерија СУЛУЈ, Београд, 2004.

## Награде
- Награда Међународног бијенала »Сува игла» за графику, Ужице, 1999.

## Уметничко дело
Жикић ствара у различитим областима ликовне и примењене уметности: сликарство, цртеж, радови на папиру, мозаик, колаж, покрет, предмет и графика. Као константу може се уочити његова потреба да визуелно визуализује музички звук у визуелном медију. Експресија медија је постигнута техником суве игле. Доминантни мотив графике је круг, односно диск, који на први поглед сугерише директну аналогију између савременог носача звука и саме музике. Међутим, круг као симбол вечног повратка истом – древном концепту цикличног временског тока и космичког савршенства – налази аналогије са дефиницијом музике као чисте, нематеријалне творевине. Прецизношћу суве игле, Жикић ствара графике занимљиве динамике, које производи деконструишући форму архаичних (акустично-жичаних) инструмената унутар самих дискова. Ови сегменти, као што су звучне кутије, вратови, жице и клинови, поново се синтетишу у самом покрету диска, али у фигуре надреалних музичара. Свеукупном утиску покрета доприносе контрасти светлих и тамних површина које стварају деликатно сенчење површина дискова. Графику Синише Жикића одликују мајсторска техничка реализација и уметнички концепт који поставља питања о савременом схватању музике и музичке традиције у ери њене компјутерске генерације и екстремне комерцијализације.